# CTM Cajagranada
CTM Cajagranada (pełna nazwa Club tenis de Mesa Cajagranada)  – hiszpański klub tenisa stołowego, z miasta Grenada. Założony w 1970 roku. Często nazywany po prostu Cajagranada. Klub jest sponsorowany przez niemiecką firmę tenis stołowego Tibhar.

## Zawodnicy
- He Zhiwen
- Uładzimir Samsonau
- Robert Gardos
- Víctor Sánchez
- Zhao Peng